# Kenneth Pettersson
Kenneth Pettersson, född 30 april 1959, är en svensk före detta friidrottare (400 m häck). Han tävlade för IFK Märsta.